# Taggning

Ett taggmoln av ord relaterade till Web 2.0.

Taggning (av engelskans tag, ung. etikett, eller märke) är en klassificeringsmetod som innebär att man märker något med ett kategoriserande begrepp. I en ordlista kan exempelvis ordet vara taggas med begreppen "verb" och "infinitivform". Avsikten med taggningen är oftast att man sedan ska kunna inlemma den taggade entiteten i ett klassificeringssystem i någon form.

## Exempel
- I samband med World Wide Web avses med taggning ofta att man förser webbsidor med så kallat metadata för att underlätta för olika sökmotorer att kategorisera dessa. Denna automatiserade kategoriseringsprocess kallas även för indexering.
- Inom Wikipediavärlden taggar[källa behövs] man artiklar med kategorier, såsom Lingvistikstubbe, Datorprogrammering eller Artikel som är förvirrande eller saknar sammanhang. (Dessa kategoriseringar är i själva verket i sig själva goda exempel på metadata.)
- På sociala medier och mikrobloggtjänster såsom Twitter används så kallade hashtaggar eller fyrkantstaggar i form av nummertecken (#) följt av ett taggnamn för att märka och kategorisera inlägg.